# Тарновський Василь Васильович (старший)
Васи́ль Васи́льович Тарно́вський (старший) (14 (26) червня 1810, Антонівка — 4 (16) грудня 1866) — український етнограф, історик права, громадський діяч.

## Життєпис
Народився 26 червня 1810 року в селі Антонівка Пирятинського повіту Полтавської губернії. Початкову освіту отримав від свого батька, згодом навчався в Ніжинському Ліцеї кн. Безбородька (разом із М. Гоголем), а в 1832 році закінчив юридичний факультет Московського університету. Викладав у Житомирській гімназії. М. В. Гоголь рекомендував його ректору Київського імператорського університету Св. Володимира М. О. Максимовичу професором російської словесності, хоча той викладав у гімназії історію.
Друг М. Гоголя, Т. Шевченка, М. Костомарова й П. Куліша, був близький до Кирило-Мефодіївського братства.
Під час арешту й слідства над Шевченком родина Тарновських переховувала в себе його вірші. Після звільнення поета із заслання, щоб підтримати його матеріально й морально, Василь Тарновський придбав сімнадцять малюнків Шевченка, розпочавши тим самим колекціонування творчої спадщини поета.
Вивчав сучасний і минулий стан та побут українського селянства; автор статей «Юридический быт Малороссии» («Юридические Записки», 1842, ч. 2), «О делимости семейств в Малороссии» («Труды Комиссии для описання губерний Киевского учебного округа», 1853).
1846 року почав зводити Парафіївський цукровий завод.
Діставши 1854 року в спадщину великі маєтки бездітного дядька Григорія Степановича Тарновського на Чернігівщині, серед яких був чудовий маєток у селі Качанівці, став меценатом української культури, допоміг видати «Записки о Южной Руси» і «Чорну Раду» П.Куліша.
Переконаний противник кріпацтва, брав активну участь у підготовці селянської реформи.
Був членом Полтавської й Чернігівської земської управи. 1858—1859 рр. — депутат від уряду в Чернігівському губернському комітеті «для устройства и улучшения быта помещичьих крестьян».
1860 — член-експерт редакційних комісій у Петербурзі, які готували проєкт реформи. За особливі заслуги в підготовці селянської реформи нагороджений Золотою медаллю на Олександрівській стрічці (1861), орденами Св. Анни 2-го ст. (1861) та Св. Володимира 3-го ст. (1864) та бронзовою медаллю на «Пам'ять звільнення селян».
У шлюбі з Людмилою Володимирівною Юзефович (1813—1898) виховав двох синів: Василя (1838—1899) та Володимира (1840—1921) й доньку Софію (1847—1899).
Помер В. В. Тарновський раптово, після бурхливого засідання земства, похований у своєму маєтку Качанівці в церкві Св. Георгія Хозевіта. 